# Hanno-Leontovîceve, Ustînivka
Hanno-Leontovîceve (în ucraineană Ганно-Леонтовичеве) este localitatea de reședință a comunei Hanno-Leontovîceve din raionul Ustînivka, regiunea Kirovohrad, Ucraina.

## Demografie
Componența lingvistică a localității Hanno-Leontovîceve
     Ucraineană (85,85%)
     Română (3,77%)
     Alte limbi (0,94%)
Conform recensământului din 2001, majoritatea populației localității Hanno-Leontovîceve era vorbitoare de ucraineană (85,85%), existând în minoritate și vorbitori de română (3,77%).